# Vivek Ramaswamy
Vivek Ramaswamy, né le 9 août 1985 à Cincinnati, dans l'Ohio, est un entrepreneur et homme politique américain.
Il est fils d'immigrés indiens de religion hindoue.
En 2014, il fonde la société biopharmaceutique Roivant Sciences (en). Après avoir quitté Roivant en 2021, il cofonde et prend la présidence exécutive d'une société d'investissement opposée au cadre environnemental, social et de gouvernance d'entreprise (ESG).
Il détient une fortune personnelle d'environ un milliard de dollars.
Auteur de Woke, Inc. (2021) et de Nation of Victims (2022), il est candidat aux primaires présidentielles du Parti républicain américain de 2024 face à l'ancien président Donald Trump. Il promeut un programme climatosceptique et conservateur. Il suspend sa campagne après le caucus de l'Iowa et soutient l'ancien président. Le 12 novembre 2024, après sa réélection, Donald Trump annonce dans un communiqué la nomination de Vivek Ramaswamy pour travailler en collaboration avec Elon Musk au sein d'un département de l'Efficacité gouvernementale (Department of Governmental Efficiency, DOGE). Ramaswamy se retire de ce projet avant même la création du département, préférant se consacrer à sa campagne pour devenir gouverneur de l'Ohio.

## Situation personnelle

### Origines
Vivek Ganapathy Ramaswamy est né le 9 août 1985 à Cincinnati, dans l'Ohio, où il grandit ensuite,. Ses parents, d'ethnie tamoule, ont émigré de Vadakkencherry (en), non loin de Palakkad, dans le Kerala, en Inde. Son père est diplômé de l'école régionale d'ingénieurs du Kerala et a travaillé pour General Electric en tant qu'ingénieur et conseiller en propriété industrielle, tandis que sa mère est diplômée du Mysore Medical College (en) et a travaillé comme psychiatre gériatrique,.

### Formation
En 2003, Ramaswamy est diplômé de la St. Xavier High School (en), un lycée jésuite de Cincinnati,. Il est le valedictorian de sa promotion et un joueur de tennis junior classé au niveau national.
En 2007, Ramaswamy est diplômé du Harvard College avec la mention summa cum laude pour un Bachelor of Arts en biologie et membre de Phi Beta Kappa. Il a rédigé son mémoire de Bachelor sur les questions éthiques soulevées par la création de chimères homme-animal. Un résumé de son mémoire a été publié dans le New York Times et le Boston Globe en 2007. En 2011, Ramaswamy reçoit une bourse d'études supérieures de la Paul & Daisy Soros Fellowships for New Americans (en). En 2013, il obtient un Juris Doctor de la faculté de droit de Yale.

### Carrière musicale
Durant ses années d'étudiant à Harvard, il fait du rap politique sous le nom de scène Da Vek et promeut le libertarianisme dans ses chansons,,.

### Vie privée et familiale
L'épouse de Vivek Ramaswamy, Apoorva Tewari, est professeure adjointe et clinicienne au Wexner Medical Center at Ohio State University (en). Il l'a rencontrée alors qu'il étudiait le droit à Yale, où elle avait étudié la médecine,. Ils ont deux fils. Ramaswamy est hindou. En plus de l'anglais, il parle couramment le tamoul et comprend le malayalam (sans toutefois le parler),.
En 2016, Forbes estime la fortune nette de Ramaswamy à 600 millions de dollars et indique qu'il réside à New York.

## Carrière dans les affaires

### Ascension
En 2007, Vivek Ramaswamy et Travis May (en) cofondent Campus Venture Network, une société de technologie qui fournit des logiciels et des ressources de mise en réseau aux entrepreneurs universitaires. La société a été acquise en 2009 par la Ewing Marion Kauffman Foundation (en). De 2007 à 2014, Ramaswamy travaille chez QVT Financial, où il est associé et cogère le portefeuille biotechnologique de la société, tout en suivant les cours de la faculté de droit de Yale de 2010 à 2013,.

### Roivant Sciences
En 2014, Ramaswamy fonde la société pharmaceutique Roivant Sciences (en), qui se concentre sur l'application de la technologie au développement de médicaments, et en est le PDG jusqu'en 2021. Il apparaît sur la couverture du magazine Forbes en 2015 pour son travail dans le domaine du développement de médicaments.
Il lève une centaine de millions et rachète à GlaxoSmithKline un traitement contre la maladie d’Alzheimer à très bas prix. Avant même d’avoir fini les tests, il lance une campagne de communication vantant l'efficacité du médicament et cède une partie de ses actions à un fonds d’investissement, réalisant d'importants bénéfices. Pourtant, le médicament est un échec. En 2019, il revend une partie des activités de Roivant à un conglomérat japonais et empoche 175 millions de dollars. En 2020, Ramaswamy cofonde Chapter Medicare, une plateforme de navigation pour Medicare. Début 2021, Ramaswamy se retire de son poste de PDG de Roivant Sciences.
Jusqu'à ce jour, Roivant Sciences n'a jamais été rentable.

### Strive Asset Management
Ramaswamy est le cofondateur et le président exécutif de Strive Asset Management, une société de gestion d'actifs basée dans l'Ohio et soutenue financièrement par Peter Thiel et J. D. Vance, entre autres,. Strive a été créée pour offrir une alternative aux grands gestionnaires d'actifs tels que BlackRock ou State Street, que Ramaswamy a critiqués pour s'être engagés dans des activités environnementales, sociales et de gouvernance (ESG) et pour avoir mêlé affaires et politique au détriment présumé des actionnaires.
Le total des actifs sous gestion de Strive dépasse les 500 millions de dollars le 11 novembre 2022, trois mois après le lancement de son premier fonds. En janvier 2023, Strive lance un service de conseil en matière de procuration pour concurrencer des sociétés traditionnelles telles que Glass Lewis (en) et Institutional Shareholder Services (en). Axios et Bloomberg qualifient Ramaswamy de « principal croisé anti-ESG »,.

## Parcours politique

### Débuts
En 2022, il envisage de se porter candidat à l'élection sénatoriale américaine de 2022 en Ohio (en).
Il accède à la notoriété grâce à un livre à succès accusant les grandes entreprises américaines de promouvoir « l’idéologie woke », paru en 2021. Il est depuis régulièrement invité sur Fox News notamment.

### Primaires présidentielles républicaines de 2024

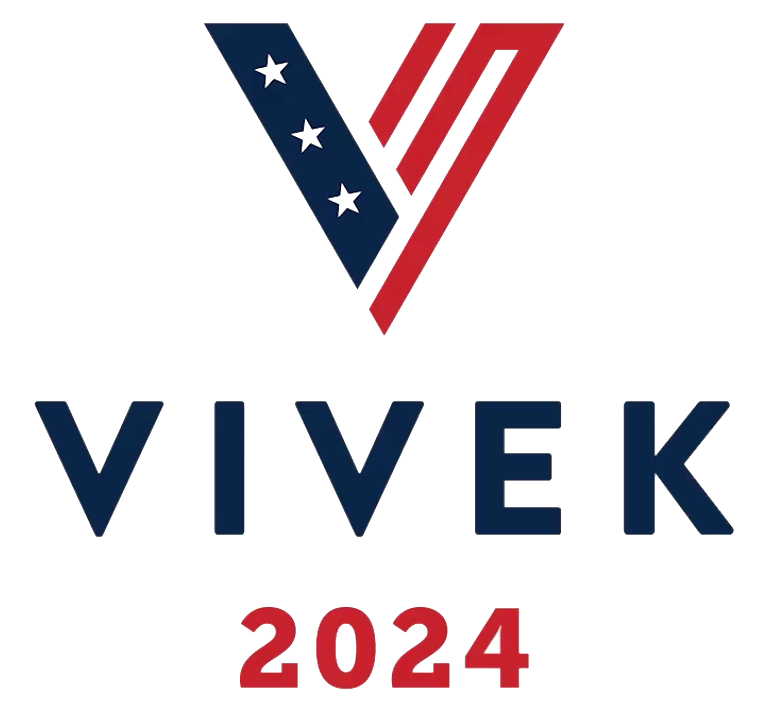
Logo de campagne présidentielle.

Le 21 février 2023, sur Tucker Carlson Tonight (en), Ramaswamy annonce sa candidature à la présidence des États-Unis pour l'élection de 2024.
Selon Politico, il s'est inspiré de la campagne présidentielle de Donald Trump de 2016 (en) pour se présenter « avec un esprit d'entreprise, des idées non orthodoxes et peu d'attentes, et finir par développer un public important qui le portera à la présidence ». Présenté comme l'alter ego de Donald Trump, il voit les intentions de vote en sa faveur progresser à l'été 2023, éclipsant l'outsider Ron DeSantis. Il apparaît ainsi en troisième voire deuxième position dans les sondages pour les primaires.
Il reçoit des éloges de la part de nombreuses personnalités, dont Tucker Carlson et Elon Musk.
Ramaswamy annonce suspendre sa campagne présidentielle après avoir terminé à la quatrième place (avec 7,7 % des voix) du caucus de l'Iowa le 15 janvier 2024. Il apporte son soutien à Donald Trump,

### Administration Trump 2024
Le 12 novembre 2024, à la suite de sa réélection, Donald Trump annonce dans un communiqué la nomination de Vivek Ramaswamy pour travailler en collaboration avec Elon Musk au sein du département de l'Efficacité gouvernementale (Department of Governmental Efficiency, DOGE), dont la création annoncée a pour objectif affiché de réduire la bureaucratie et les dépenses du gouvernement américain,.
Alors que JD Vance a été élu vice-président aux côtés de Donald Trump, Ramaswamy fait partie des noms mentionnés pour le remplacer au Sénat. Le gouverneur Mike DeWine choisit finalement de nommer Jon Husted, son lieutenant-gouverneur. Il est alors considéré comme un probable candidat au poste de gouverneur de l'Ohio lors de l'élection de 2026. En janvier 2025, il abandonne l'idée de se joindre au département de l'Efficacité gouvernementale avant la création de l'organisation, pour se consacrer à cette potentielle candidature.

## Idéologie
Sa foi hindoue est perçue comme un handicap face à un électorat républicain traditionnellement évangélique conservateur. Néanmoins, il fait régulièrement référence à la religion, expliquant vouloir « être un président qui reconnaisse que nous constituons une nation unie sous l'autorité de Dieu, qui respecte les valeurs judéo-chrétiennes sur lesquelles ce pays a été fondé. Des valeurs que je partage ». Ramaswamy, dont la famille appartient à la caste des brahmanes, soutient que le capitalisme à l'américaine constitue un antidote au système de castes en Inde en offrant aux citoyens des castes inférieures davantage d'opportunités économiques.
Conservateur sur les questions de société, il dénonce régulièrement le « wokisme », les programmes de « diversité, équité et inclusion » et s'oppose fermement aux droits des personnes transgenres. Il souhaite rompre avec l'État administratif (en fermant entre autres le département de l'Éducation, le FBI et le fisc), supprimer 75 % des postes de fonctionnaires et promeut un relèvement du droit de vote à 25 ans, conditionnant le droit de vote à 18 ans à un service national ou à la réussite du test de citoyenneté,.
Il est proche du courant libertarien sur les questions économiques. Il souhaite des baisses d'impôt qui prendraient la forme d'une taxe forfaitaire de 12 % couvrant l'ensemble des revenus, du salaire au capital en passant par l'héritage. Il est un fervent partisan du libre-échange et propose de réintégrer l'accord de partenariat transpacifique.
Ouvertement climatosceptique, il affirme que « le changement climatique est un canular ». Il appelle à intensifier l'exploitation des énergies fossiles, estimant que les États-Unis doivent « forer, fracturer et brûler du charbon» de manière à « abandonner le culte du climat ».
Il est en faveur de l'intervention de l'armée sur le sol américain afin d'assurer la sécurité à la frontière mexicaine.
Ramaswamy diffuse plusieurs théories du complot comme l'idée que l'assaut du Capitole du 6 janvier 2021 a été orchestré par les agences fédérales de maintien de l'ordre ou que les Démocrates cherchent à permettre à des migrants non Blancs de s'établir aux États-Unis pour remplacer les Blancs. Cette dernière théorie est une adaptation de celle du Grand Remplacement.
Il propose aussi, s'il est élu président, de fermer le Département de l'Éducation, le Federal Bureau of Investigation et l'Internal Revenue Service, le service fiscal américain.

## Revue de livres
Le livre de Vivek Ramaswamy, Woke, Inc. est une critique des entreprises « woke ». Il débute à la deuxième place dans la section des ouvrages non romanesques de la liste des meilleures ventes du New York Times le 5 septembre 2021. Ramaswamy qualifie les investissements d'entreprise environnementaux, sociaux et de gouvernance de menace la plus sérieuse pour la démocratie américaine. Il discute de ce qu'il considère comme des licenciements motivés par les « woke ». Russell Greene, écrivant sur Real Clear Markets, applaudit l'actualité du livre et écrit que « les problèmes décrits par Ramaswamy sont réels et risquent d'empirer », tout en affirmant que Ramaswamy « n'a pas permis à sa vaste expérience d'éclairer sa théorie, [ce qui l'a conduit à présenter] une vision des affaires qui ne tient pas compte de la manière dont les entreprises, et le droit des entreprises, fonctionnent réellement ». Dans Fast Company, Joe Berkowitz observe que Ramaswamy « semble souvent plus préoccupé par ce qu'on appelle le wokeness lui-même que par les entreprises de woke ». Le livre rehausse considérablement le profil de Ramaswamy, ce qui l'amène à participer fréquemment à des talk-shows, en particulier sur Fox News.
Dans Nation of Victims, Ramaswamy critique ce qu'il considère comme la culture de la victimisation au cœur du déclin des États-Unis. S'appuyant sur des exemples tirés de l'histoire et intégrant des thèmes de la philosophie occidentale et de la théologie orientale, il suggère que la disparition de l'excellence et de l'exceptionnalisme, qu'il identifie comme étant au cœur de l'identité américaine, a laissé un profond vide moral et culturel dans la nation. Dans sa critique du Wall Street Journal, Tunku Varadarajan (en) écrit que Nation of Victims constitue un « plaidoyer passionné et convaincant » en faveur de « l'exclusion de la victimisation comme voie vers le succès ». Le comparant à l'œuvre de Shelby Steele (en) et de John McWhorter (en), Woke Racism, Tunku Varadarajan affirme :

« Nation of Victims — toujours vigoureux, parfois sans compromis — offre une solution étonnamment nostalgique, voire docile, au problème de la victimisation de l'Amérique. Nous sommes enfermés dans une « course vers le bas alimentée par les griefs », où le langage même que nous utilisons — y compris des mots de base comme « femme » et « égalité » — a paralysé le dialogue au-delà des lignes partisanes. Comment sortir de cet enfer civique d'incompréhension mutuelle ? La réponse de M. Ramaswamy est que nous devons trouver un moyen de nous pardonner mutuellement au lieu d'essayer de gagner au jeu de la victime. »

## Publications
- (en) Vivek Ramaswamy, Woke, Inc. : Inside Corporate America's Social Justice Scam, New York, Hachette Nashville, 2021 (ISBN 978-1-5460-9078-6).
- (en) Vivek Ramaswamy, Nation of Victims : Identity Politics, the Death of Merit, and the Path Back to Excellence, New York, Hachette Nashville, 2022 (ISBN 978-1-5460-0296-3).